# Karl Loewenstein
Karl Loewenstein (Munique, 9 de novembro de 1891 – Heidelberg, 10 de julho de 1973) foi um filósofo e político germânico, sendo uma das personalidades mais significativas para o Constitucionalismo no século XX.
Suas pesquisas e investigações aprofundadas sobre a tipologia de diferentes constituições teve grande impacto no pensamento constitucional ocidental. Ele estudou na sua cidade natal, Munique (Baviera), onde obteve a gradução de Doutor em Direito público e Ciência política.
Quando o partido nazista de Adolf Hitler tomou o poder em 1933, ele se exilou nos Estados Unidos, país onde pode continuar seu trabalho sobre doutrina.
Segundo Lowenstein, a história do constitucionalismo não é senão a busca pelo homem político das limitações do poder, assim como o esforço de estabelecer uma justificação espiritual, moral ou ética da autoridades, em vez da submissão cega a facilidade da autoridade existente.